# Corte d'assise
La corte d'assise, negli ordinamenti giuridici di diritto comune, è un organo giurisdizionale competente a giudicare i reati più gravi, costituito da magistrati di carriera e privati cittadini, questi ultimi scelti con determinati criteri e modalità.
Assise era originariamente il plurale di assisa, termine ormai caduto in disuso derivato dal verbo latino assidere ('sedere' in generale e in particolare 'sedere come giudice') sotto l'influenza del francese assises, con significato equivalente a 'sessione' o 'seduta'. In passato indicò la seduta di un tribunale feudale o un'assemblea di signori feudali.

## Storia
La costituzione francese del 1791 stabilì il principio che nei processi penali le questioni di fatto sarebbero state decise da una giuria di cittadini, quelle di diritto da giudici togati; in questo modo si voleva realizzare la partecipazione dei cittadini all'amministrazione della giustizia, in coerenza con il principio di sovranità nazionale affermato dalla Rivoluzione francese. L'istituto della giuria era chiaramente mutuato dal sistema giudiziario inglese, che gli illuministi francesi del XVIII secolo ammiravano, contrapponendolo al sistema dell'Ancien Régime dove, soprattutto nei potenti parlements, le funzioni giurisdizionali erano appannaggio di un ceto ristretto (la noblesse de robe). La denominazione cour d'assises risale al Code d'instruction criminelle napoleonico del 1808. Nel 2000 è stata istituita la cour d'assises d'appel, mentre in precedenza contro le sentenze della cour d'assises era possibile il solo ricorso alla cour de cassation.
Come altre istituzioni francesi, la corte d'assise si è diffusa in altre nazioni europee ed extraeuropee, soprattutto sulla scia delle conquiste napoleoniche e dell'espansione coloniale.
In Italia la corte di assise, introdotta durante la dominazione napoleonica, fu ripresa dal Codice di procedura penale del Regno di Sardegna del 1859. Inizialmente era composta, sul modello francese, da tre giudici togati (il presidente e due assessori) e da una giuria di dodici cittadini. Nel 1907 furono eliminati i due giudici togati che affiancavano il presidente e nel 1913 il numero dei giurati fu ridotto a dieci. In epoca fascista, con R.D. 23 marzo 1931, n. 249, venne ridimensionato il ruolo dei giudici laici, ridotti a cinque e fatti sedere, con il nome di assessori, in un unico collegio giudicante assieme a due togati. Il decreto legge 5 ottobre 1944, n. 290, mutò il nome degli assessori in giudici popolari; nel 1946 si ritornò alla vecchia composizione di un presidente e dieci giurati; infine, con la legge 10 aprile 1951, n. 287, tuttora vigente, la composizione è stata stabilita in due giudici togati e sei giudici popolari. La stessa legge ha inoltre istituto la corte d'assise d'appello.

## Caratteristiche generali
La partecipazione dei giudici laici può essere realizzata facendoli sedere in un unico collegio giudicante con i giudici professionali, come avviene attualmente sia in Italia che in Francia, oppure in un collegio separato, la giuria, chiamato a decidere sulle questioni di fatto, secondo il modello anglosassone inizialmente seguito in Francia e altrove; può anche essere adottata una soluzione mista, come in Belgio, con i giurati che prima decidono separatamente le questioni di fatto e poi, unitamente ai giudici togati, le questioni di diritto.
Organi analoghi alla corte d'assise sono il tribunal del jurado spagnolo e il tribunal do júri brasiliano. Forme di partecipazione dei cittadini all'amministrazione della giustizia, attraverso la giuria o la presenza in collegi giudicanti assieme a giudici togati (cosiddetto scabinato) si ritrovano anche in altri ordinamenti.
Inizialmente contro le sentenze della corte d'assise era concesso solo il ricorso alla corte di cassazione. È ancora così, ad esempio, in Belgio, mentre in altri ordinamenti, come Italia e Francia, è stata istituita la corte d'assise d'appello, pure costituita da giudici togati e laici, quale giudice di merito in secondo grado.

## Nel mondo

### Italia
Nell'ordinamento italiano la corte d'assise e la corte d'assise d'appello sono attualmente disciplinate dalla legge 10 aprile 1951, n. 287. Questa stabilisce che in ogni distretto di corte d'appello siano istituite:
- una o più corti di assise, ciascuna competente per una circoscrizione denominata circolo, che può coincidere con il distretto o essere una sua parte (art. 1);
- una o più corti d'assise d'appello, che giudicano sugli appelli proposti contro le sentenze e gli altri provvedimenti emessi dalle corti di assise (art. 2).

### Francia
In Francia è composta in primo grado di giudizio da sei membri della magistratura ordinaria più un giudice incaricato e due giudici associati (assesseurs), e in appello da una giuria di nove componenti scelti tra i cittadini a cui si aggiungono tre giudici. I cittadini sono scelti tra le liste degli elettori registrati, ma entrambi sia l'accusa e la difesa hanno il diritto di ricusare un giurato anche senza indicarne i motivi.
Esistono procedure speciali per le seguenti categorie di reati e sospetti:
- Reati commessi da adolescenti di 16 anni o più vecchi vengono processati presso la corte d'assise per i minorenni (Corte d'assise des Mineurs)
- Reati come il terrorismo o grave illecito di traffico di droga, che sono discussi presso in una speciale corte d'assise composta da sette 7 giudici in primo grado e nove in appello, senza giurati.

### Svizzera
In Svizzera le corti d'assise sono ancora presenti in alcuni cantoni, tra cui il Canton Ticino, di Ginevra, Jura e Neuchâtel. Sono stati avanzati dubbi circa la loro compatibilità con il nuovo Codice di diritto processuale penale federale, adottato nel 2007 ed entrato in vigore il 1º gennaio 2011, sebbene non le vieti espressamente (anche perché l'organizzazione giudiziaria, a differenza della procedura penale, non è materia di competenza federale).
Nel Cantone Ticino sono istituite presso il Tribunale penale cantonale (che è, a sua volta, una sezione del Tribunale d'appello):
- la corte delle assise criminali, costituita da tre giudici del Tribunale penale cantonale e quattro assessori giurati (più due supplenti), competente per i reati per i quali il pubblico ministero chiede una pena detentiva superiore a due anni; tuttavia, se la pena richiesta non supera i cinque anni, gli assessori giurati partecipano solo se richiesti esplicitamente dal pubblico ministero, dalla vittima o dall'accusato;
- la corte delle assise correzionali, costituita da un giudice del Tribunale penale cantonale, che le presiede. Dal 1º gennaio 2012 non è più data la possibilità di chiedere facoltativamente la presenza di due assessori giurati.

Contro le sentenze delle corti di assise criminali e correzionali è dato appello alla Corte di appello e di revisione penale (tre giudici del Tribunale di appello, che non fanno parte del Tribunale penale cantonale). Nel caso in cui la sentenza di primo grado sia resa dalla corte delle assise criminali con assessori giurati, al collegio di appello si aggiungono quattro assessori giurati di appello (più due supplenti).
Gli assessori giurati sono sorteggiati nell'ambito di una lista formata da cittadini e cittadine del Cantone, eletti dal Gran Consiglio: sono 90 in primo grado e 60 in appello. La carica è obbligatoria sino al compimento del sessantesimo anno di età o all'insorgenza di infermità durevole. Gli assessori giurati costituiscono un unico collegio con i giudici, che decide sia sulle questioni di fatto, sia su quelle di diritto.